# 克里斯·辛格尔顿
小克里斯托弗·卡尔·辛格尔顿（1989年11月21日—）為美國男子籃球運動員，來自喬治亞州坎頓，大學就讀佛罗里达州立大学，在2011年NBA选秀第一輪第18順位獲得华盛顿奇才青睞，之後效力华盛顿奇才三個賽季，2014年10月底加盟中国男子篮球职业联赛江苏龙，12月中遭遇膝蓋韌帶撕裂導致賽季報銷，留下出賽17場，場均22.5分、12.6籃板、2.6助攻的數據。2016年5月全国男子篮球联赛安徽文一宣佈延攬辛格尔顿，2016年9月安徽文一在2016年全国男子篮球联赛总决赛以4比1擊退贵州森航，辛格尔顿則獲選為总决赛MVP。

## 外部連結
- 克里斯·辛格尔顿在fiba.basketball（英语）
- 克里斯·辛格尔顿在NBA（英语）
- 克里斯·辛格尔顿在歐洲籃球聯賽（英语）
- 克里斯·辛格尔顿在VTB聯賽（英语）
- 克里斯·辛格尔顿在西班牙篮球甲级联赛（球員）（西班牙语）
- 克里斯·辛格尔顿在土耳其籃球超級聯賽（英语）
- 克里斯·辛格尔顿在Basketball-Reference.com（NBA）（英语）
- 克里斯·辛格尔顿在Basketball-Reference.com（NBA G聯盟）（英语）
- 克里斯·辛格尔顿在Basketball-Reference.com（國際）（英语）
- 克里斯·辛格尔顿在Sports-Reference.com（NCAA）（英语）
- 克里斯·辛格尔顿在ESPN（NBA）（英语）
- 克里斯·辛格尔顿在Eurobasket.com（球員）（英语）
- 克里斯·辛格尔顿在RealGM（英语）
- 克里斯·辛格尔顿在Proballers（英语）
- 克里斯·辛格尔顿在中国篮球数据库（新浪网）